# ديف بومونت
ديف بومونت (بالإنجليزية: Dave Beaumont)‏ (10 ديسمبر 1963 بدنفيرملين في المملكة المتحدة - ) هو لاعب كرة قدم بريطاني في مركز الدفاع. لعب مع دندي يونايتد ونادي لوتون تاون ونادي هيبرنيان.

## وصلات خارجية
- ديف بومونت على موقع قاعدة بيانات كرة القدم.إي يو (الإنجليزية)
- ديف بومونت على موقع Soccerbase.com (لاعب) (الإنجليزية)